# Гринчуцька сільська рада
Гринчу́цька сільська́ ра́да — адміністративно-територіальна одиниця та орган місцевого самоврядування в Кам'янець-Подільському районі Хмельницької області. Адміністративний центр — село Гринчук.

## Загальні відомості
Гринчуцька сільська рада утворена в 1923 році.
- Територія ради: 38,401 км²
- Населення ради: 627 осіб (станом на 2001 рік)
- Територією ради протікає річка Дністер

## Населені пункти
Сільській раді були підпорядковані населені пункти:
- с. Гринчук
- с. Бабшин
- с. Малинівці

## Склад ради
Рада складалася з 14 депутатів та голови.
- Голова ради : Мунчак Дмитро Олександрович
- Секретар ради :Цаплюк Галина Петрівна

### Керівний склад попередніх скликань
| Прізвище, ім'я, по батькові | Основні відомості                                                 | Дата обрання | Дата звільнення |
| --------------------------- | ----------------------------------------------------------------- | ------------ | --------------- |
| Сафронюк Зінаїда Іванівна   | Сільський голова, 1947 року народження, освіта вища, позапартійна | 26.03.2006   | 31.10.2010      |
| Сафронюк Зінаїда Іванівна   | Сільський голова, 1947 року народження, освіта вища, позапартійна | 31.10.2010   |                 |

Примітка: таблиця складена за даними сайту Верховної Ради України

### Депутати
За результатами місцевих виборів 2010 року депутатами ради стали:

#### За суб'єктами висування
| Суб'єкт висування             | Кількість обраних депутатів | %    |
| ----------------------------- | --------------------------- | ---- |
| Політична партія «Фронт Змін» | 6                           | 42,9 |
| Народна партія                | 3                           | 21,4 |
| Самовисування                 | 3                           | 21,4 |
| Партія регіонів               | 2                           | 14,3 |

#### За округами
| № округу                      | Прізвище, ім'я, по батькові   | Дата визнання обраним | Освіта             | Партійна приналежність              | Відомості про обраного депутата                        |
| ----------------------------- | ----------------------------- | --------------------- | ------------------ | ----------------------------------- | ------------------------------------------------------ |
| Народна Партія                |                               |                       |                    |                                     |                                                        |
| 3                             | Шевчук Марія Федорівна        | 05.11.2010            | середня спеціальна | позапартійна                        | тимчасово не працює                                    |
| 8                             | Гончар Євген Митрофанович     | 05.11.2010            | середня            | член Народної партії                | тимчасово не працює                                    |
| 12                            | Войт Олександр Олександрович  | 05.11.2010            | середня спеціальна | член Народної партії                | ПП «Фарна»                                             |
| Партія регіонів               |                               |                       |                    |                                     |                                                        |
| 2                             | Сухар Лариса Володимирівна    | 05.11.2010            | середня спеціальна | позапартійна                        | Гринчуцька сільська рада, секретар                     |
| 4                             | Войцехівська Любов Вікторівна | 05.11.2010            | вища               | позапартійна                        | фельдшерсько-акушерський пункт с. Гринчук, медсестра   |
| Політична партія «Фронт Змін» |                               |                       |                    |                                     |                                                        |
| 1                             | Богайчук Алла Михайлівна      | 05.11.2010            | середня спеціальна | позапартійна                        | Гринчуцьке відділення зв'язку, листоноша               |
| 7                             | Сафронюк Галина Петрівна      | 05.11.2010            | середня спеціальна | член Політичної партії «Фронт Змін» | фельдшерсько-акушерський пункт с. Гринчук, завідувачка |
| 9                             | Коблюк Наталія Борисівна      | 05.11.2010            | середня спеціальна | позапартійна                        | Гринчуцька сільська бібліотека, бібліотекар            |
| 11                            | Прісняк Вікторія Михайлівна   | 05.11.2010            | середня            | позапартійна                        | тимчасово не працює                                    |
| 13                            | Мельник Ніна Антонівна        | 05.11.2010            | середня            | позапартійна                        | тимчасово не працює                                    |
| 14                            | Городецька Людмила Леонтівна  | 05.11.2010            | середня            | член Політичної партії «Фронт Змін» | пенсіонер                                              |
| Самовисування                 |                               |                       |                    |                                     |                                                        |
| 5                             | Левицький Роман Йосипович     | 05.11.2010            | середня спеціальна | позапартійний                       | тимчасово не працює                                    |
| 6                             | Галицька Валентина Вікторівна | 05.11.2010            | середня спеціальна | позапартійна                        | Гринчуцьке відділення зв'язку, завідувачка             |
| 10                            | Мілевський Микола Віталійович | 05.11.2010            | середня            | позапартійний                       | тимчасово не працює                                    |